# Nothosauroidea
Nothosauři (Nothosauroidea) jsou skupinou vyhynulých mořských plazů, kteří žili během období triasu. Jejich typickým zástupcem je rod Nothosaurus. Velikostí se značně lišili: Například zástupci rodu Lariosaurus dorůstali délky kolem 1 metru, zatímco zástupci rodu Nothosaurus i čtyř metrů.

## Vzhled

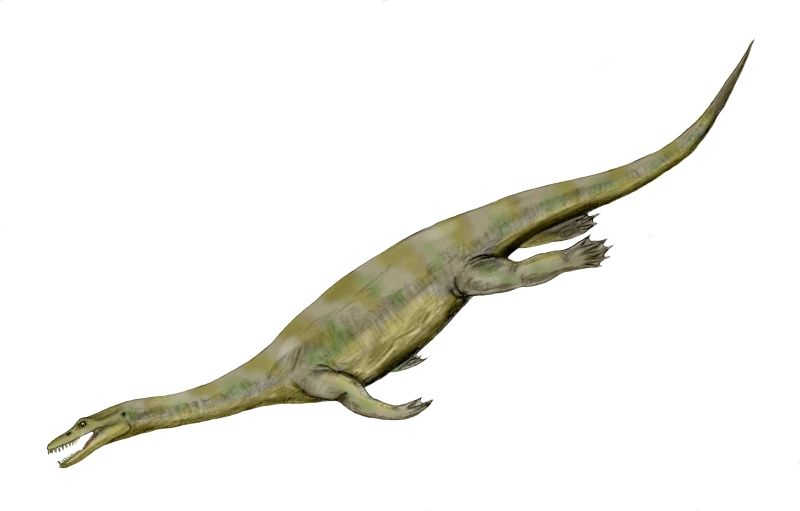
Nothosaurus

Měli silné nohy s plovacími blánami, které se hodí spíše pro suchozemské tvory než pro mořské plazy. Tyto nohy jim dovolovali opustit moře a vydat se na pláž, kde museli naklást vejce (což je dosti primitivní znak). Pak měli dlouhý krk a malou lebku, vhodnou pro chytání ryb, a dlouhý ocas, který jim pomáhal při pohybu. Částečně svým vzhledem připomínali plesiosaury, kteří je později nahradili.

## Dělení
Dělili se na dva podřády: Pachypleurosauria a Nothosauria.
- Pachypleurosauria:
  - Anarosaurus
  - Dactylosaurus
  - Hanosaurus
  - Keichousaurus
  - Neusticosaurus
  - Pachypleurosaurus
  - Serpianosaurus
- Nothosauria
  - Simosaurus
  - Anomosaurus
  - Chinchenia
  - Kwangsisaurus
  - Sanchiaosaurus
  - Proneusticosaurus
  - Germanosaurus
  - Ceresiosaurus
  - Lariosaurus
  - Silvestrosaurus
  - Nothosaurus
  - Melanothosaurus